# Setmelanótido
El setmelanótido, vendido bajo la marca Imcivree, es un medicamento utilizado para el tratamiento de la obesidad genética. 
Los efectos adversos más comunes incluyen reacciones en el sitio de la inyección, hiperpigmentación cutánea (aparentes parches de piel más oscuros que la piel circundante), dolor de cabeza y efectos adversos gastrointestinales (como náusea, diarrea, y dolor abdominal), entre otros. Erecciones espontáneas del pene en machos y las reacciones sexuales adversas en mujeres han ocurrido con el tratamiento. La depresión y la ideación suicida también han ocurrido con el setmelanótido.
El setmelanótido estuvo aprobado para uso médico en los Estados Unidos en noviembre de 2020, y en la Unión Europea en julio de 2021. La Administración de Medicamentos y Alimentos (FDA) lo considera una medicación pionera en su clase.

## Usos médicos
El setmelanótido está indicado para el control de peso crónico (pérdida de peso y mantenimiento de peso durante al menos un año) en personas de seis años en adelante con obesidad debido a tres afecciones genéticas raras: deficiencia de proopiomelanocortina (POMC), proproteína convertasa subtilisina / kexina tipo 1 (PCSK1) y la deficiencia del receptor de leptina (LEPR) confirmada por pruebas genéticas que demuestran variantes en genes POMC, PCSK1 o LEPR considerados patógenos (que causan enfermedad), probablemente patógenos o de significado incierto.    El setmelanótido es el primer tratamiento aprobado por la FDA para estas afecciones genéticas.
El setmelanótido no está aprobado para obesidad debido a sospecha de deficiencia de POMC, PCSK1, o LEPR con variantes clasificadas como benignas (no causando enfermedad) o probable benigna u otros tipos de obesidad, incluyendo la obesidad asociada con otros síndromes genéticos y obesidad general (poligénica).

## Farmacología
El setmelanótido se une y activa los receptores MC4 en el núcleo paraventricular del hipotálamo y en el área hipotalámica lateral, áreas involucradas en la regulación del apetito, y se cree que esta acción es la base de sus efectos supresores del apetito. Además de reducir el apetito, el setmelanótido aumenta el gasto de energía en reposo tanto en animales obesos como en humanos. Es importante destacar que, a diferencia de otros agonistas del receptor MC4, LY-2112688, no se ha encontrado que el setmelanótido produzca aumentos en la frecuencia cardíaca o la presión arterial.
Se ha informado que el setmelanótido posee el siguiente perfil de actividad (AMPc, EC50): MC 4 (0.27 nM)> MC 3 (5.3 nM) ≈ MC 1 (5.8 nM)> MC 5 (1600 nM) ≟ MC 2(> 1000 nM). (selectividad de 19,6 veces para MC4 sobre MC3, el segundo receptor de mayor actividad.)

## Historia
El setmelanótido se evaluó en dos estudios de un año. El primer estudio inscribió a participantes con obesidad y deficiencia de POMC o PCSK1 confirmada o sospechada, mientras que el segundo estudio inscribió a participantes con obesidad y deficiencia de LEPR confirmada o sospechada; todos los participantes tenían seis años o más. La eficacia del setmelanótido se determinó por el número de participantes que perdieron más del diez por ciento de su peso corporal después de un año de tratamiento.
La eficacia del setmelanótido se evaluó en 21 participantes, diez en el primer estudio y once en el segundo. En el primer estudio, el 80 por ciento de los participantes con deficiencia de POMC o PCSK1 perdieron el diez por ciento o más de su peso corporal. En el segundo estudio, el 46 por ciento de los participantes con deficiencia de LEPR perdieron el diez por ciento o más de su peso corporal.
El estudio también evaluó el hambre máxima (mayor) en dieciséis participantes durante las 24 horas anteriores utilizando una escala de once puntos en participantes de doce años o más.  En ambos estudios, algunos, pero no todos, los puntajes de hambre máxima promedio semanal de los participantes disminuyeron sustancialmente con respecto a sus puntajes al comienzo del estudio. El grado de cambio fue muy variable entre los participantes.
La Administración de Drogas y Alimentos de los EE. UU. (FDA) otorgó la solicitud para la designación de fármaco para enfermedad huérfana del setmelanótido, designación de terapia innovadora y revisión de prioridad.  La FDA otorgó la aprobación de Imcivree a Rhythm Pharmaceutical, Inc.

## Sociedad y cultura

### Estado legal
El 20 de mayo de 2021, el Comité de Medicamentos de Uso Humano (CHMP) de la Agencia Europea de Medicamentos adoptó un dictamen positivo, recomendando la concesión de una autorización de comercialización para el setmelanótido, destinado al tratamiento de la obesidad y al control del hambre asociado a deficiencias de la vía del receptor de melanocortina 4 (MC4R). El solicitante de este medicamento es Rhythm Pharmaceuticals Limited. El setmelanótido fue aprobado para uso médico en la Unión Europea en julio de 2021. 

## Búsqueda
El setmelanótido es un fármaco peptídico y un medicamento contra la obesidad en investigación que actúa como agonista selectivo del receptor MC4 ; Recientemente se ha determinado la estructura del complejo unido. Su secuencia de péptidos es Ac-Arg-Cys(1)-D-Ala-His-D-Phe-Arg-Trp-Cys(1)-NH2. Fue descubierto por primera vez en Ipsen y está siendo desarrollado por Rhythm Pharmaceuticals para el tratamiento de la obesidad y la diabetes . Además, Rhythm Pharmaceuticals está realizando ensayos del setmelanótido para el tratamiento del síndrome de Prader-Willi, un trastorno genético que incluye deficiencia del receptor MC4 y síntomas asociados como exceso de apetito y obesidad. A diciembre de 2014, el fármaco se encuentra en ensayos clínicos de fase II para la obesidad y el síndrome de las piernas inquietas. Hasta ahora, los datos preliminares no han mostrado ningún beneficio del setmelanótido en el síndrome de Prader-Willi.